# Agència d'avaluació de crèdit
Les agències d'avaluació de crèdit o agència de ràting són empreses que, per compte d'un client, qualifiquen els risc dels actius financers emesos per empreses, estats o governs regionals (estats federats, comunitats autònomes).

## Valoració del risc
Les seves notes o qualificacions valoren el risc d'impagament i el deteriorament de la solvència de l'emissor. Per fer-ho utilitzen models economètrics en els que utilitzen diferents variables com el deute acumulat, la velocitat en tornar-la, etc., que els serveixen per valorar el potencial econòmic del subjecte analitzat. És a dir, aquests dades informen, per exemple, de si una inversió en un determinat producte financer (lletres del tresor, obligacions, accions, etc.) és arriscada, analitzant la possibilitat que l'inversor cobri els interessos i que recuperi els diners una vegada vençut el producte.

## Empreses d'avaluació
A nivell internacional, el sector funciona gairebé com un oligopoli controlat per tres grans companyies novaiorqueses que dominen aproximadament el 90% del mercat. Tot i que cadascuna té el seu propi sistema de qualificacions, aquests són molt similars:
- Standard & Poor's (Estats Units)
- Moody's - Moody's Investors Service (Estats Units)
- Fitch - Fitch Ratings (Estats Units - Regne Unit - França)
- Dagong Global Credit Rating - Xina

## Descrèdit de les agències
Des de l'inici de la crisi econòmica de 2008, que cap de les grans agències no va saber predir, estan molt desacreditades. I és que aquestes agències han demostrat les seves mancances en crisis com la d'Enron i en els primers estadis de la crisi de finals de la dècada del 2000, on Lehman Brothers tenia una bona qualificació just abans del seu enfonsament.
Dominique Strauss-Kahn, director del Fons Monetari Internacional, digué a l'abril de 2010 que «les agències d'avaluació no sempre l'encerten. La gent els creu i per això tenen influència a curt termini, però a llarg termini el que predominen són altres factors». La Comissió Europea, arran de la crisi financera a Grècia del 2010 donà un toc d'atenció a aquestes empreses en demanar-los "que actuïn responsablement i amb rigor, sobretot en moments tan sensibles i difícils com els presents". La Unió Europea vol reglamentar el funcionament de les agències perquè estiguin sota la seva supervisió i no descarta la creació d'una agència pública europea. El 29 de setembre de 2010, l'FMI acusà de contribuir "involuntàriament" a la inestabilitat financera pels usos i abusos d'agències sobiranes d'avaluació de risc (AAR) com Fitch, Moody's i Standard & Poor's.
El professor García Montalvo de la Universitat Pompeu Fabra aclareix que "si l'agència posa una qualificació als teus actius que no et convenç, pots no pagar, de manera que els interessa posar AAA perquè si no el client podria anar-se'n". I afegeix: 
| « | "Abans aquestes agències tenien els incentius correctes perquè els seus clients eren els inversors i l'agència havia de dir-los la veritat. El problema [ara] és que ningú no sap el model que utilitzen per calcular [la solvència]; cobren per fer-ho, però no et diuen les seves variables. El que sí que sabem és que en els últims set anys no han modificat els seus models i aquests tenien errors". | » |
| — | |   |